# Skopunar kirkja
Skopunar kirkja er en kirke på Færøerne i bygden Skopun på Sandoy. Den hører til Færøernes folkekirke. Kirken blev indviet 17. oktober 1897, udvidet i 1960 og genindviet den 25. juni 1961. 
Kirken har 200 siddepladser.
Da man skulle bygge den nye kirke i Vestmanna genanvendte man tømmeret fra den gamle kirke til kirken i Skopun.  Kirken er opført i beton med rødt bølgebliktag. I vestenden er opført en tagrytter med pyramidespir. I taget er der kanapper med ur på tre sider, øst undtaget. Indgangen er fra gadesiden i vestenden og i det nordvestlige hjørne ind til forkirken. Indgangsdørene, lemmene i tagrytteren samt vindskeder er malet gule. De seks vinduer på hver langside er småsprossede og fladbuede malet i rødt. 
Indvendigt er kirken hvidmalet med blåt tøndehvælv. Altermaleriet er en kopi efter Carl Bloch "Jesus hos Martha og Maria". Døbefonten står på et bord og prædikestolen og stolene er malet gule. Kirken har to kirkeskibe. Den ene er en færøbåd, den anden er en model af sluppen "Golden Harp". En ældre klokke er revnet og bruges ikke mere. Klokken er uden indskrift. 

## Kirkens historie
Menigheden var villige til at  arbejde gratis i forbindelse med bygningen af kirken, og i december 1894 gik de i gang, selvom de endelige tilladelser ikke blev givet. Den 24. februar 1895 lagde amtmanden grundstenen til Skopunar kirkja, men først halvandet år senere blev arbejdet genoptaget, med Petur Johannesen fra Tórshavn som bygherre. Jóhan Hendrik Poulsen stod sammen med andre tømrere for det meste af tømrer- og tømrerarbejdet.
1902 får menigheden i Skopun afslag på en ansøgning om tilladelse til at benytte færøsk som kirkesprog.
1961 vedtog menighedsrådet at tage den nye færøske salmebog i brug.